# U19-Världsmästerskapen i innebandy för herrar 2015
U19-världsmästerskapen i innebandy för herrar spelas 29 april - 3 maj 2015 i Helsingborg, Sverige. Totalt deltar 16 nationer i U19-VM, åtta i A-divisionen och åtta i B-divisionen.

## Deltagande nationer
| A-divisionen | B-divisionen |
| ------------ | ------------ |
| Finland      | Australien   |
| Lettland     | Danmark      |
| Norge        | Estland      |
| Polen        | Japan        |
| Schweiz      | Kanada       |
| Slovakien    | Tyskland     |
| Sverige      | Ungern       |
| Tjeckien     | USA          |

## Arenor
- Helsingborg Arena
- Idrottens hus, Helsingborg

## Tidigare världsmästerskap
U19-världsmästerskap i innebandy spelas sedan 2001 på herrsidan och 2004 på damsidan. Sverige har tagit flest guld, med totalt nio stycken.